# Pursuit Brigade
A Brigada de Perseguição (em polonês : Brygada Pościgowa) era uma unidade polonesa da Segunda Guerra Mundial da Força Aérea Polonesa. Participou da Guerra Defensiva Polonesa de 1939 como a principal reserva aérea do comandante em chefe e foi usada para cobertura aérea da capital polonesa de Varsóvia. Era semelhante em forma à Brigada Bomber. Era composto de dois esquadrões, cada um deles composto por um número de escargalhões.
·        Esquadrão de Caça Polonês III / 1 ( III / 1. Dywizjon Myśliwski )
·        Escada de Combate Polonesa 111º ( 111 Eskadra Myśliwska )
·        112 Escada de Combate Polonesa ( 112 Eskadra Myśliwska )
·        Esquadrão de Caça Polonês IV / 1 ( IV / 1 Dywizjon Myśliwski )
·        Escada 113 Lutador Polonês ( 113 Eskadra Myśliwska )
·        Polícia 114º Escaparilha de Combate ( 114 Eskadra Myśliwska )
·        Polonês 123 lutador Escadrille ( 123 Eskadra Myśliwska )
Em 1 de setembro, a Brigada de Perseguição tinha 43 combatentes de PZL P.11 e 10 de PZL P.7 (Zaloga, p.34).
Foi o elemento de maior sucesso da Força Aérea Polonesa durante a Guerra Defensiva. Em 1º de setembro, enquanto defendia Varsóvia, derrubou 16 aviões alemães, com a perda de 10 de seus próprios combatentes. Acredita-se que derrubou 42 aviões alemães nos primeiros 6 dias da guerra. Naquela época, no entanto, havia perdido 38 de seus 54 caças. Em 6 de setembro, foi transferido do teatro de Varsóvia para Lublin (Zaloga, p.51-52).
Steven J. Zaloga, Ramiro Bujeiro, Howard Gerrard, Polônia , 1939: o nascimento da blitzkrieg , Osprey Publishing, 2002, ISBN  1-84176-408-6 , Google Print, p.34 e Google Print, p.51-52.